# Het Peperhuis
Het Peperhuis is een voormalig VOC-pakhuis in de oude havenstad Enkhuizen. Het pakhuis is in 1625 gebouwd en heeft in de loop der jaren vele functies vervuld. Het dankt zijn naam aan een van zijn eerste functies: pakhuis voor peper en andere Aziatische specerijen. Sinds 1947 behoort het gebouw tot het Zuiderzeemuseum.

## Geschiedenis
Enkhuizen was in de zestiende eeuw een van de belangrijkste havensteden van het gewest Holland. In 1567 werd hier voor een uitbreiding van de havencapaciteit de Wierdijk aangelegd. Aan deze dijk verrezen al snel grote woonhuizen waaronder het Peperhuis. Het Peperhuis werd in 1625 gebouwd in opdracht van de welvarende koopman en reder Pieter van Beresteyn. Het was een typisch koopmanshuis met op de eerste verdieping een woonhuis en kantoor en daarboven de pakzolders. Van Beresteyn heeft vermoedelijk de meeste winsten uit de haringvisserij gehaald als onafhankelijke koopman. De gevel bevat namelijk twee gevelstenen uit die tijd die naar de haringvisserij verwijzen.
In 1602 werd de Vereenigde Oostindische Compagnie (VOC) opgericht. De handelsorganisatie verkreeg zes vestigingen in Middelburg, Rotterdam, Delft, Amsterdam, Hoorn én Enkhuizen. In deze vestigingen werd regelmatig door lokale bewindhebbers in zogenaamde kamers overlegd. In Enkhuizen vestigde men zich aan de Wierdijk in het Oostindisch Huis en kochten later in 1682 het Peperhuis erbij. Het Peperhuis dankt zijn naam aan de functie die hij in deze periode in bezit van de VOC vervulde. Eind achttiende eeuw begon de economie terug te lopen en zakte de handel van de VOC langzaam in elkaar. In 1799 ging het bedrijf failliet en precies 1 januari 1800 bestond het niet meer. De afzonderlijke kamers zoals die aan de Wiersdijk werden pas in 1803 verkocht.
Na het faillissement van de VOC vielen zowel het Oostindisch Huis als het Peperhuis in de handen van de marine. De marine had destijds in Enkhuizen een kuiperij en een sloepenmakerij. Precieze gegevens van de functie van het Peperhuis uit deze tijd zijn niet bekend, maar waarschijnlijk diende zij als opslagruimte voor vaten die in de marinekuiperij werden gemaakt. In 1821 is het pand kort in handen van de Duitse haringreder Philip Julius Abegg geweest. Hij zou Enkhuizen na het verdwijnen van de VOC een economische impuls geven door de haringvangst nieuw leven in de blazen, maar faalde.
In de achttiende en negentiende eeuw raakte Enkhuizen in ernstig verval. Het Peperhuis bleef als een van de weinige huizen aan de Wierdijk overeind door zijn nieuwe functie als kaaspakhuis vanaf 1826. Vermoedelijk heeft het deze functie gehad tot zaadhandel Sluis & Groot het pand op 30 juni 1913 voor 8000 gulden kocht. De zaadhandel gebruikte het pand opnieuw als pakhuis tot zij het op 8 december 1947 voor het symbolische bedrag van één gulden aan de Vrienden van het Zuiderzeemuseum schonken. Sinds de aanleg van de Afsluitdijk in 1932 waren er namelijk plannen om een Zuiderzeemuseum te stichten en de Wierdijk in Enkhuizen was hier de meest geschikte plek voor.
Het Peperhuis werd direct flink gerestaureerd en als museum ingericht. Er is zoveel mogelijk gebruikgemaakt van de originele materialen. Een belangrijke toevoeging is het trappenhuis dat het voorhuis en het achterhuis met elkaar verbindt. Het museum ging door de grote verbouwing een jaar later dan gepland op 1 juli 1950 open. In 1990-1991 vond er opnieuw een verbouwing plaats waaruit bleek dat de huidige eisen voor klimaatbeheersing in een museum het gebouw te veel aan zouden tasten. Het werd om die reden ingericht als ruimte voor presentaties en andere gelegenheden die minder hoge eisen stellen aan het klimaat.

## Exterieur

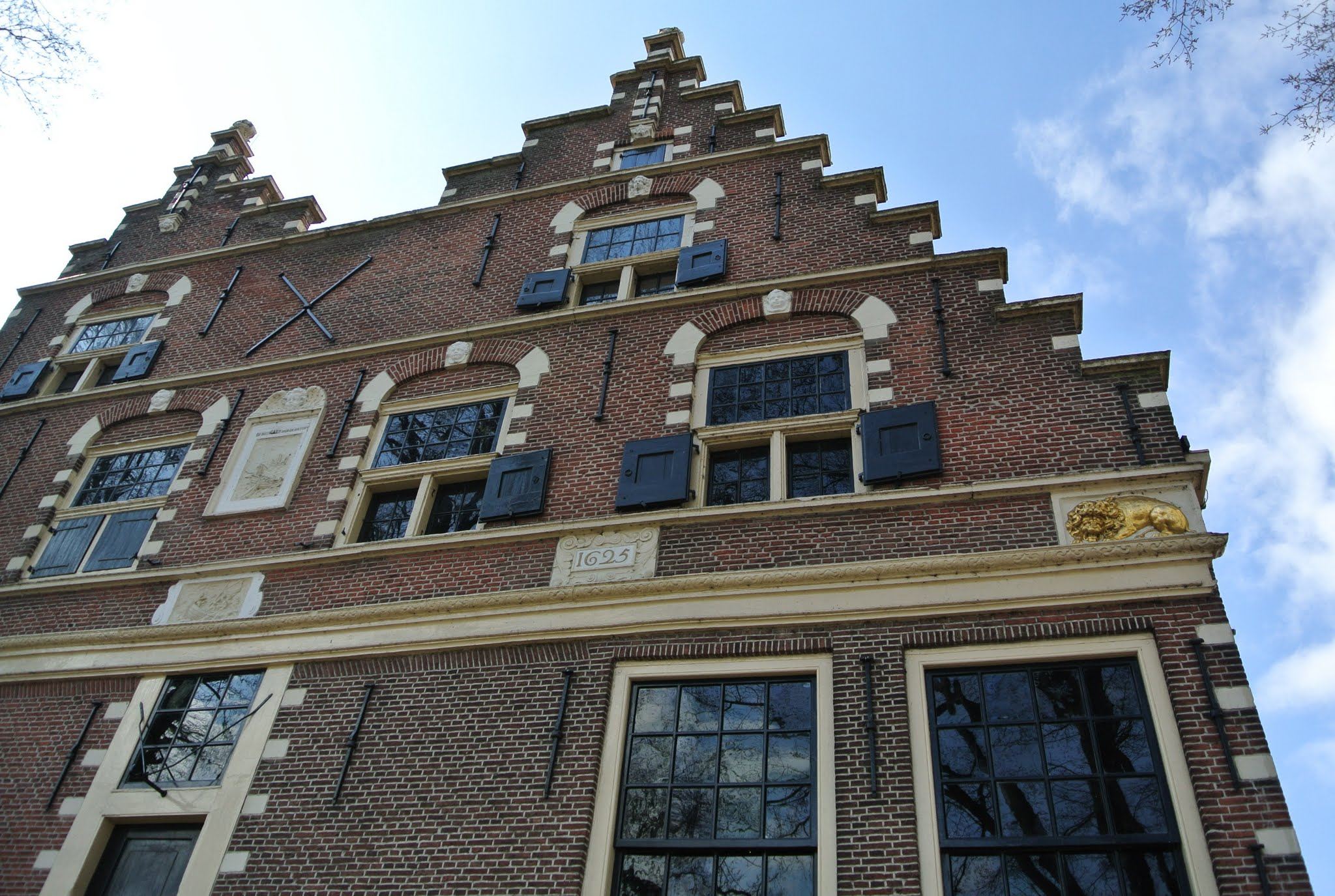
Voorgevel van het Peperhuis

Het Peperhuis is een typisch rijkversierd koopmanshuis. Door zijn uitzonderlijke breedte kent het gebouw aan de voorzijde een dubbele trapgevel. Tevens was er vroeger een trap aan de voorzijde die toegang bood tot het woonhuis en het kantoor van de eerste bewoners. De trap is inmiddels weg maar de deur is blijven zitten. De verschillende zandsteenblokken en het beeldhouwwerk in de vorm van gevelstenen accentueren de rijkdom van de toenmalige bewoners. Boven de eerste verdieping zijn vier gevelstenen aangebracht. De buitenste twee gevelstenen met twee naar elkaar toe gerichte leeuwen zijn typisch voor grote woonhuizen in Enkhuizen. Op de andere gevelstenen staan het bouwjaar en een afbeelding van de haringvisserij. Daarboven is nog een gevelsteen met een afbeelding van de zeevaart te vinden. Op deze gevelsteen staat bovendien de karakteristieke tekst voor handelaars 'de kost gaet voor de baet uit' (de kost gaat voor de baat uit). Op de tweede verdieping bevinden zich vier gebeeldhouwde kinderkopjes die mogelijk de kinderen van Van Beresteyn voorstellen. Soortgelijke koppen van een man en een vrouw bevinden zich op de derde etage en stellen wellicht Van Beresteyn zelf en zijn vrouw voor.
In de zijgevel van het Peperhuis bevindt zich een omlijst muurvlak met het familiewapen van François Maelson (1538-1601) die werkte aan een noordelijke route naar Azië. Het wapen is hier pas in 1949 geplaatst vanuit zijn vermoedelijke geboortehuis elders in Enkhuizen.
Het achterhuis is altijd als pakhuis gebruikt en straalt dit ook uit. Tot een uitbreiding van de zolderruimte rond 1750 had ook de achterkant een trapgevel, maar minder rijkelijk versierd. De gevel draagt slechts één gevelsteen met het VOC-monogram. Het pakhuis lag vroeger direct aan de kade waardoor goederen vanaf de schepen makkelijk naar binnen konden worden gehesen of gesleept met behulp van paarden.

## Interieur

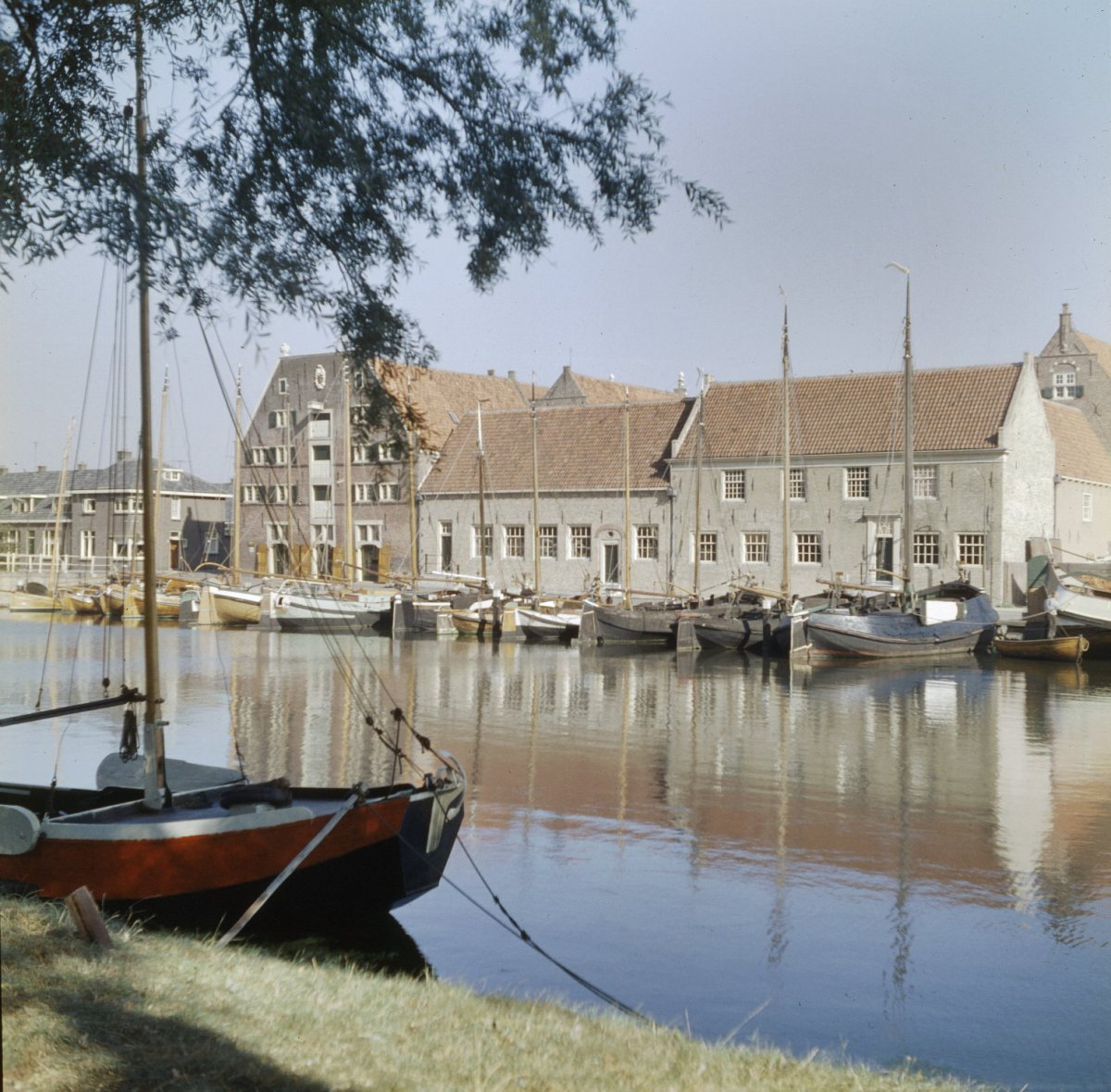
Overzicht gevels aan de Oosterhaven met o.a. het Peperhuis

Het interieur van het Peperhuis heeft door de tijd heen vele veranderingen doorgemaakt. Ten tijde van Van Beresteyn werd de eerste etage gebruikt als woonhuis en kantoor met uitzicht op de Zuiderzee. De rest van het gebouw werd als pakhuis voor zijn handel gebruikt. Na 1682 werd het Peperhuis verbouwd naar de standaarden van de VOC. Exacte gegevens over indeling van het interieur destijds zijn niet bekend maar het is zeer waarschijnlijk zo geweest dat de zwaarste goederen op de onderste verdieping lagen, de kruiden en stoffen op de tweede en derde verdieping vanwege mogelijke lekkage op de begane grond en de zolder en het porselein en de thee op zolder. Verder zijn in diverse balken nog inkepingen te vinden van de houten schappen uit de VOC-tijd. Ook is er in deze periode een groot hijswiel van een diameter van 2.30 meter geplaatst om de goederen naar boven te kunnen hijsen. Over interne verbouwingen in de periode van 1803 tot 1913 is weinig bekend. Vermoedelijk is er weinig veranderd doordat het in de basis een goed ingericht pakhuis was. Ten tijde van de zaadhandel zijn voornamelijk de buitenmuren gerestaureerd.  Toen het gebouw in handen van het museum kwam is het interieur aangepakt om er een geschikte museumruimte van te maken. Er is geprobeerd alles in de oude stijl te laten. Wel zijn alle vloeren en deuren vervangen. In de plinten werden en worden specerijen aangetroffen.

## Trivia
- Het Peperhuis stond in 2006 model voor het 87e Delfts blauwe huisje van de KLM.